# Robert Abbott
Robert Abbott (Saint Louis, 2 marzo 1933 – 20 febbraio 2018) è stato un autore di giochi statunitense.
Abbott è stato programmatore di computer ed è passato ai giochi logici dal 1962. Ha inventato, fra l'altro, una variante degli scacchi, gli Scacchi Barocchi e un gioco di carte, Eleusis. Il suo interesse si è poi concentrato sui labirinti, quelli che chiama "Labirinti logici" oppure "Labirinti con regole".